# Josef a jeho úžasný pestrobarevný plášť
Josef a jeho úžasný pestrobarevný plášť (anglicky Joseph and the Amazing Technicolor Dreamcoat) je muzikál autorů Andrewa Lloyda Webbera a Tima Rice.

## Děj
Hlavním hrdinou tohoto muzikálu je Josef, syn Jákobův. Ten má jedenáct bratrů. Jákob však dává Josefovi přednost před ostatními syny. Dává mu různé dary, mezi kterými je i krásný pestrobarevný plášť. To ale bratři nemohou vystát. Nachystají na Josefa lest. Při práci na poli ho hodlají zabít. Hodí ho do hluboké studny a seberou mu jeho plášť. Naštěstí tudy cestují egyptští obchodníci. Ti koupí Josefa jako otroka. Jeho bratři namluví Jákobovi, že jeho nejmilovanější syn zemřel v boji s divokým kůzletem. Josef se v Egyptě dostane do služeb Putifara, bohatého měšťana. Poté, co jej svede jeho žena, je uvržen do vězení. Tam vyloží sny dvěma spoluvězňům: číšníkovi a kuchařovi. Když se sám velký faraón dozví o jeho nadání vykládat sny, chce také jeden vyložit. Zjistí, že Egypt čeká sedm let úrody a sedm let hladomoru. Poté pověří Josefa svým vrchním rádcem. Mezitím jeho bratři strádají hladem a hledají útočiště právě v Egyptě. Josef jim nabídne dostatek jídla. Vymyslí na ně past. Nejmladšímu bratrovi dá do pytle s obilím zlatý pohár a obviní ho, že ho ukradl. Jeho bratři se ho však zastanou a Josef pozná, že se změnili.

## Česká inscenace
Muzikál mělo ve svém repertoáru Městské divadlo Brno. Režisérem byl Stanislav Moša a překlad obstaral Michael Prostějovský. Tento muzikál měl premiéru 14. října 2006, derniéra byla 3. února 2016. Celkem se odehrálo 207 představení.
V sezóně 2016/2017 muzikál uvádí Národní divadlo moravskoslezské v Ostravě.
Od sezóny 2018/2019 muzikál uvádí též DJKT v Plzni.

### Účinkující
Většina rolí je alternována.
| Vladimír Volečko, Dušan Vitázek nebo Jakub Uličník     | Josef          |
| Markéta Sedláčková, Hana Holišová nebo Radka Coufalová | Vypravěčka     |
| Zdeněk Junák nebo Jiří Horký                           | Jákob, Putifar |
| Stano Slovák nebo Petr Gazdík                          | Faraón         |
| Oldřich Smysl nebo Robert Jícha                        | Gad, pekař     |
| Karel Škarka nebo Michal Šebek                         | Ruben          |
| Lukáš Vlček                                            | Lévi, číšník   |
| Jiří Zmidloch                                          | Simeon         |
| Lukáš Kantor                                           | Benjamin       |
| Petr Brychta nebo Ján Jackuliak                        | Juda           |

a mnoho dalších.
Na Nové scéně Divadla J. K. Tyla v Plzni měl premiéru 1. 12. 2018 v režii Gabriely Petrákové a hudebním nastudování Pavla Kantoříka. Titulní roli ztvárňuje Pavel Klimenda a v dalších rolích se objevuje např. Pavel Režný (Neftali), Vypravěčku alternují Kateřina Chrenková, Michaela Nosková a Martina Šnytová, Faraona zpívají Tomáš Savka, Petr Vondráček a Jan Kopečný. Zajímavostí je, že ostatní hlavní role jsou jen s jedním obsazením, což u muzikálů nebo třeba oper nebývá moc obvyklé.
Je to oddechový muzikál pro celou rodinu.